# جانگ یئونگ جین
جانگ یئونگ جین (به کره ای: 장영진؛ زاده ۱۹۵۷/۱۹۵۸) یک نویسنده و تنها همجنسگرای آشکار فراری از کره شمالی است.
یئونگ جین تا پیش از فرارش از کره شمالی و رسیدن به خاک کره جنوبی و دسترسی‌اش به اطلاعات آزاد هیچ آگاهئ نسبت به هویت جنسی خود نداشته‌است.

## زندگی‌نامه
یئونگ جین در چونگجین، شهری در سواحل شرقی کره شمالی بزرگ شد. یونگ جین در دوران کودکی خود عاشق پسری به نام سون چئول شد که دوستش بود، دوستئ که تا بزرگسالی ادامه داشت. آنها دست هم را می‌گرفتند و روی یک تخت می‌خوابیدند. یئونگ جین و سون چئول بعداً برای تحصیل در دو کالج مجزا از هم به پیونگ یانگ نقل مکان کردند. آنها در سال ۱۹۷۶ زمانی که هر دو به ارتش کره شمالی پیوستند از هم دور افتادند. به گفته یئونگ جین، «در زمستان، زمانی که به سربازان فقط دو پتوی نخی داده می‌شد تا گرم شویم، برای‌مان امری عادی بود که یک شریک پیدا می‌کردیم و شب‌ها همدیگر را در آغوش می‌گرفتیم تا گرم بمانیم» و «ما آن را مسئله ساده‌ای می‌دانستیم». حزب این رفتار را «رفاقت انقلابی» می‌نامیده‌است.» یئونگ جین همچنین گفت که در یگان خط مقدم، سربازان و افسران ارشد به او سیب و سایر مواد غذایی رشوه می‌دادند تا او را به رخت‌خواب خود بکشانند. در سال ۱۹۸۲، یئونگ جین پس از ابتلا به سل از ارتش اخراج شد. در چونگ جین، یئونگ جین به عنوان یک مسئول ارتباطات بی‌سیم کار می‌کرد.
در سال ۱۹۸۷، یئونگ جین با یک معلم ریاضیات ازدواج کرد، اما به‌طور کلی جذب او یا زنان نمی‌شد. این زوج پس از سال‌ها بی‌فرزندی، به توصیه بستگان به پزشک مراجعه کردند تا ببینند آیا مشکل جسمی دارند یا خیر. یئونگ جین قبلاً زمانی که در دانشگاه تحصیل می‌کرد به یک متخصص مغز و اعصاب مراجعه کرده بود زیرا «تعجب می‌کردم که چرا من با دیگران تفاوت دارم» اما «به محض اینکه شروع به صحبت در مورد احساساتم کردم، مجبور شدم از مطب فرار کنم، زیرا دکتر شروع کرد بر سرم دادوهوار کردن.» یئونگ جین بعداً درخواست طلاق داد اما درخواستش رد شد. همسر یئونگ جین از ترس از دست دادن شغل خود به عنوان معلم، از او درخواست کرد که طلاق نگیرد. یونگ جین همچنین با سون چئول که از ارتش بازگشته و با یک پرستار مزدوج شده بود و دو فرزند داشت، دوباره روابط برقرار کرد. هر دو دوست گهگاه به ملاقات یکدیگر می‌رفتند و همسرانشان به آنها اجازه می‌دادند با هم بخوابند، زیرا فکر می‌کردند این یک عادت از دوران کودکی آنها بوده‌است.
در زمستان ۱۹۹۶، یئونگ جین با عبور از مرز چین و کره شمالی از طریق رودخانه ای یخ‌زده از کره شمالی گریخت، اما نتوانست از چین به کره جنوبی برود. او سپس دوباره وارد کره شمالی شد و پس از پنج روز سفر، در ۲۷ آوریل ۱۹۹۷ سینه‌خیز از منطقه غیرنظامی کره (DMZ) به کره جنوبی گریخت و او را به یکی از معدود افرادی تبدیل کرد که این کار را با موفقیت انجام داده. فرار یئونگ جین خبرساز شد و خانواده اش به دلیل اعمال او مجازات گردیدند و به روستایی دورافتاده در شمال تبعید شدند. پس از ورود او، مقامات کره جنوبی به مدت پنج ماه با یئونگ جین صحبت کردند و پس از اینکه او از ازدواج دشوارش در کره شمالی صحبت کرد، او را آزاد کردند. یئونگ جین تا اوایل سال ۱۹۹۸ به‌طور کامل گرایش جنسی خود را درک نکرد، زمانی که با خواندن مقاله ای در مجله در مورد حقوق همجنس‌گرایان و مردان همجنس‌گرا متوجه شد که همجنس گرا است. این مقاله تصاویری از یک زوج همجنس در حال بوسیدن یکدیگر را نشان می‌داد و گزارش می‌کرد که بارهای همجنسگرایان در سئول وجود دارند.
در سال ۲۰۰۴، یئونگ جین عاشق یک مهماندار محلی شد که توسط صاحب باری که پاتقش بوده به او آشنا شده‌بود. پس از سه ماه آشنایی، یئونگ جین تمام پس‌انداز، وسایل و خانه اجاره‌ای خود را در اختیار مهماندار داد تا او بتواند خانه بزرگتری برای‌شان بخرد که به آنجا نقل مکان کنند. یئونگ جین علیرغم اینکه از او قول گرفته بود تا شریک زندگی‌اش باشد، دیگر مهماندار هواپیما را ندید و سعی کرد پانزده روز متوالی او را به پلیس گزارش دهد تا اینکه پلیس به یئونگ جین گفت که دست از تلاش بردارد. این رویداد سبب شد تا یئونگ جین دیگر نتواند به دیگران اعتماد کند. پس از آن، یئونگ جین بیمار شد و به مدت یک ماه در بیمارستان بستری گردید و در نتیجه آن شغلش در کارخانه را از دست داد و بیخانمان شد. پس از آن او دچار این تردید شد که نکند بیماریش ناشی از استرس فریب خوردن توسط مهماندار است. یئونگ جین همچنین برای دریافت کمک با فعالان حقوق همجنسگرایان تماس گرفت. تقریباً همزمان با این حادثه، یئونگ جین متوجه شد که سه تن از برادران و یکی از خواهرانش در کره شمالی در نتیجه تبعید قهری از روستای خود بابت فرار یئونگ جین جان خود را از دست داده‌اند. یک فراری ناشناس دیگر از کره شمالی که با خانواده یونگ جین آشنا بوده به او گفت که همسرش نیز از روستای خود اخراج شده، اما بعداً به کار خود بازگردانده شد.
یئونگ جین بعداً با یافتن شغلی به عنوان نظافتچی از بیکاری نجات یافت و با پس‌انداز پول خود برای اجاره خانه جدید خود را از بی‌خانمانی رهانید. او سپس شروع به گذراندن اوقات فراغت خود با نوشتن کرد و در اواخر آوریل ۲۰۱۵، زندگی‌نامه‌ای به نام (نشانی از افتخار سرخ) A Mark of Red Honor را منتشر کرد که بعداً و در سال ۲۰۱۷ به انگلیسی ترجمه شد. در ماه مه ۲۰۱۵، یئونگ جین گفت که در حال نوشتن یک رمان تخیلی دربارهٔ «زنان در کره شمالی» همچون: «مادر و خواهرانم» است. از ژوئن ۲۰۱۵، او به عنوان نظافتچی در ساختمانی در مرکز شهر سئول مشغول به کار بوده. در مصاحبه‌ای در فوریه ۲۰۱۶، یئونگ جین گفت که کار خود را به عنوان یک نظافتچی ترک کرده‌است تا «به‌طور کامل روی نوشتن تمرکز کند.» در سال ۲۰۲۰، او در یک وب سایت دوستیابی با مین سو صاحب رستوران کره ای-آمریکایی آشنا گردید. چهار ماه بعد، یئونگ جین با مین سو در ایالات متحده آشنا شد و دو ماه پس از آن، مین سو از او خواستگاری کرد. در مارس ۲۰۲۱، این زوج قصد داشتند در سال ۲۰۲۱ ازدواج کنند.